# Jasmijn (voornaam)
Jasmijn (Perzisch: یاسمن, Arabisch: ياسمين) een bloemennaam, is een voornaam voor een meisje.
De naam is afgeleid van het Perzische yasemin of Arabische yasamin, dat 'jasmijnbloesem' betekent.
In China is de Jasmijn het symbool voor vrouwelijkheid en aantrekkelijkheid.
De naam Jasmijn werd in de Middeleeuwen gebruikt als bijnaam voor de maagd Maria.